# The Children of Soong Ching Ling
The Children of Soong Ching Ling (frei übersetzt Die Kinder von Soong Ching Ling) ist ein kanadisch-US-amerikanischer Dokumentar-Kurzfilm von Gary Bush und Paul T.K. Lin aus dem Jahr 1985, der für einen Oscar nominiert war.

## Inhalt
Der Dokumentarfilm setzt sich mit den circa 350 Millionen Kindern unter 15 Jahren auseinander, die es in China zur Zeit der Entstehung des Films gab. Gezeigt werden die Erfahrungen, die Chinas Kinder in ihrem Land machen und die Versuche chinesischer Eltern, für ihre Kinder da zu sein, sie zu versorgen, ihre Gesundheit im Blick zu haben, für ihre Bildung zu sorgen und ihnen die Fähigkeiten mitzugeben, die sie in der modernen Welt benötigen. Es geht aber auch um die humanitäre Arbeit von Frau Soong Ching-Ling, die Kinder, die in Waisenhäusern leben, unterstützt. Gezeigt wird insbesondere ein von Madame Sun Yat-sen ins Leben gerufenes und auf besondere Weise unterstütztes Waisenhaus.

## Produktionsnotizen, Veröffentlichung
Produziert wurde der Film von der The Soong Ching Ling Foundation unter Mitwirkung von United Nations Children’s Fund (UNICEF), vertrieben von Pyramid Films. Erstveröffentlicht wurde er 1985 auf dem Chicago International Film Festival in den Vereinigten Staaten.

## Auszeichnungen (Auswahl)
- Academy Awards 1985: Oscarnominierung für Gary Bush und Paul T.K. Lin für und mit dem Film in der Kategorie „Bester Dokumentar-Kurzfilm“
- Chicago International Film Festival 1985: Nominierung für Gary Bush und Paul T.K. Lin für den Gold Hugo in der Kategorie „Bester Dokumentarfilm“